# 矮小柴胡
矮小柴胡（学名：Bupleurum tenue var. humile）为伞形科柴胡属的变种。分布在中国大陆的四川、云南等地，生长于海拔1,150米至2,300米的地区，多生长于林边以及草坪上，目前尚未由人工引种栽培。